# C'est la tangente que je préfère
Pour plus de détails, voir Fiche technique et Distribution.
C'est la tangente que je préfère est un film français de Charlotte Silvera, sorti en 1998. 
Bernard Lubat a reçu une nomination aux Victoires de la musique pour ce film.

## Synopsis
Lille, 1996. Sabine, issue d'une famille ayant des problèmes financiers, est une adolescente de 15 ans, surdouée en maths, dont le caractère est déjà bien affirmé. Déterminée, paraissant sûre d'elle et ayant déjà sa propre vision du monde, beaucoup liée aux mathématiques, elle rencontre un homme de quarante ans, immigré de Tchécoslovaquie, avec qui elle noue peu à peu des liens passionnels.

## Fiche technique
Source : IMDb, sauf mention contraire
- Titre original : C'est la tangente que je préfère
- Réalisateur : Charlotte Silvera
- Scénariste : Charlotte Silvera et Jean-Luc Nivaggioni
- Producteurs : Catherine Burniaux, Jacqueline Pierreux, Alfi Sinniger, Jean-Luc Van Damme
- Musique du film : Bernard Lubat
- Photographie : Yves Cape
- Montage : Ludo Troch
- Création des décors : Pierre Attrait et Thomas Peckre
- Création des costumes : Nadia Cuenoud et Nathalie du Roscoat
- Sociétés de production : Banana Films, C.R.R.A.V, Canal+, Catpics Coproductions, Centre National de la Cinématographie, Eurimages, GAN, Louise Productions et RFTF
- Société de distribution : Diaphana Films
- Format : Couleur - Son Dolby Digital
- Pays d'origine : France
- Durée : 1h40
- Date de sortie :	
  -  France : 5 août 1998

## Distribution
- Julie Delarme : Sabine
- Georges Corraface : Jiri
- Marie-Christine Barrault : La prof de maths
- Agnès Soral : La mère de Sabine
- Christophe Malavoy : Le père de Sabine
- Marie Laforêt : Pétra la vérité
- Louis Navarre : Guy
- Rufus : Un spectateur au cinéma
- Anna Prucnal : La femme blonde
- Françoise Michaud : La prof de sciences-nat
- Maxime Lombard : Policier
- Maurice Chevit : Jean-Pierre
- Alix de Konopka : La voisine
- Bernard Sens : Jan
- Witold Heretynski : Petr
- Suzie : Gabrielle
- Rachid Amenzou : Adolescent
- Sefiane Belmahi : Adolescent
- Rabi Benzakour : Adolescent
- Faouzi Brahimi : Alam
- Catherine Calvet : Adolescente
- Charlotte Dupla : Adolescente
- Luc Duvinage : Adolescent
- Julien Favreuille : Adolescent
- Viridiana Hamnou : Adolescente
- Nicolas Mahieux : Adolescent
- Grégoire Maurice : Adolescent
- Sophie Morel : Adolescente
- Marc Prin : Adolescent
- Laurent Robin : Adolescent
- Xavier Roge	: Adolescent
- Carol Styczen : Adolescente
- Frédéric Tondeur :  Adolescent
- Ludovic Vandendaele : Adolescent
- Jérémy Zylberberg : Adolescent
- Ludovic Clusman : Policier au talkie-walkie

## Distinctions
- Victoires de la musique pour Bernard Lubat[1].